# Marisa Glave
Marisa Glave Remy (Miraflores, 16 de mayo de 1981) es una socióloga, columnista y política peruana. Fue congresista de la república durante el periodo 2016-2019 y regidora de la Municipalidad de Lima en 2 ocasiones. Fue también miembro fundador de Nuevo Perú liderado por Verónika Mendoza.

## Biografía
Nació en el distrito de Miraflores, ubicado en la ciudad de Lima, el 16 de mayo de 1981. Es hija de Luis Miguel Glave Testino y de María Isabel Remy Simatovic.
Realizó sus estudios primarios y secundarios en el Colegio Sagrados Corazones Recoleta. Es bachiller en ciencias sociales con mención en sociología de la Pontificia Universidad Católica del Perú. Estudió su maestría en gestión de políticas públicas en la Universidad Continental en convenio con la Universidad Autónoma de Barcelona. Posteriormente trabajó en investigación y consultorías en desarrollo rural, instituciones y organizaciones políticas, conflictos sociales y participación ciudadana.
Glave fue miembro de la Coordinadora por la Democracia en 1999–2000 y presidenta de la Federación de Estudiantes de la Pontificia Universidad Católica del Perú (FEPUCP) en 2002–2003, así como miembro del Movimiento Raíz en 2003–2006 y parte del equipo coordinador del encuentro rumbo al Foro Social Perú, y del Foro de la Cultura Solidaria de Villa El Salvador en 2004–2007.
Actualmente es columnista en el diario La República.

## Trayectoria política

### Regidora de la Municipalidad de Lima
En 2007, asumió el cargo de regidora de la Municipalidad Metropolitana de Lima invitada por el Partido Nacionalista Peruano. Entre enero y julio de 2010 fue coordinadora nacional adjunta en el Movimiento Tierra y Libertad. Glave continuó como regidora de Lima Metropolitana como invitada de la Confluencia Fuerza Social, que integran Fuerza Social, Tierra y Libertad, Movimiento Nueva Izquierda y Lima para Todos, en las elecciones municipales de Lima de 2010. Durante su cargo fue presidenta de la Comisión de Desarrollo Urbano en la Municipalidad Metropolitana de Lima.
En la consulta popular de revocatoria de marzo de 2013 fue vocera de la campaña por el "No", en contra de la revocación de la alcaldesa de Lima Susana Villarán. Si bien los resultados oficiales de esta consulta popular aseguraron la continuidad de la alcaldesa, también determinaron que Glave quedó revocada de su cargo, junto a otros 21 regidores.

### Congresista de la República
En enero del 2016 participó en las elecciones internas del Frente Amplio para la conformación de lista de candidatos al Congreso de la República para las elecciones generales de ese mismo año. Con 4.388 votos, Glave fue la más votada y tras ella su ubicaron Manuel Dammert e Indira Huilca . Marisa Glave lideró la lista de candidato del Frente Amplio por Lima Metropolitana en las elecciones parlamentarias y finalmente logró ser elegida, obteniendo 97,529 votos.
En su juramentación como congresista en julio del 2016, Glave juró por las víctimas de las esterilizaciones forzadas durante el cuestionado gobierno de Alberto Fujimori. Fue nombrada apta para ejercer el cargo para el periodo parlamentario 2016-2019.
En julio del 2017 formó parte del grupo de 10 congresistas que dejaron la bancada del Frente Amplio para crear el grupo parlamentario Nuevo Perú reconocido oficialmente como bancada en septiembre.
En diciembre del 2017 denunció el indulto concedido por el presidente Pedro Pablo Kuczynski al condenado expresidente Alberto Fujimori considerándolo "un pacto de impunidad".
Tras la disolución del Congreso decretado por el presidente Martín Vizcarra, su cargo congresal llegó a su fin el 30 de septiembre del 2019. Glave fue una de las congresistas que se mostraron a favor de la medida hecha por Vizcarra.

### Nuevo Perú
Glave formó parte del grupo impulsor de Nuevo Perú que lidera Verónika Mendoza y cuyo congreso fundacional se celebró en diciembre del 2017. El movimiento surgió -explicó la congresista- "para democratizar el Frente Amplio". El 24 de octubre del 2019 renunció a Nuevo Perú por discrepancias con, la posible en su momento, alianza electoral con el partido Perú Libre de Vladimir Cerrón de cara a las elecciones parlamentarias extraordinarias del año 2020. En su cuenta de Twitter, Glave manifestó "He tomado la decisión de renunciar al Nuevo Perú. Esta ha sido una decisión muy difícil y dolorosa. Espero respeten mi decisión, no sólo de dar un paso al costado sino de no abrir un debate mediático. Seguiré luchando por un país más justo, más igualitario y más libre." 

## Controversias

### Caso Odebrecht
Glave se encuentra investigada por presuntamente haber recibido dinero ilegal de las constructoras brasileñas OAS y Odebrecht que aportaron para la campaña en contra de la revocatoria de la alcaldesa Susana Villarán, en la cual Glave fue regidora y jefa de campaña de la entonces alcaldesa.
En el año 2020, la exmano derecha de la exalcaldesa Susana Villarán, José Miguel Castro, declaró que Marisa Glave habría recido S/60.000 por parte de las campañas. Días después, el Ministerio Público decidió abrirle una investigación junto a otras personas nombradas en las delaciones de Castro. Glave permanece hasta la actualiad bajo investigaciones.